# Château d'Arranceau
Le château d'Arranceau est un château situé à Arrancy, en France.

## Localisation
Le château est situé sur la commune d'Arrancy, dans le département de l'Aisne.

## Historique
Le monument, datant du quinzième siècle, est inscrit au titre des monuments historiques en 1927.